# Sinecismo
Con il termine sinecismo (dal greco: συνοικισμóς, composto di σύν = syn = "con, insieme" e οἰκέω = oikèo = "abitare, vivere") si intende l'unificazione di entità politiche precedentemente indipendenti in una città a organizzazione statale. Il termine è utilizzato in maniera formale in diversi ambiti con il significato di aggregazione.

## Storia
Nell'antica Grecia questo fenomeno era determinato da esigenze politiche e necessità militari di rafforzamento, per le quali i villaggi o comunità rinunciavano alla propria autonomia in favore della città-Stato e comportava sempre il comune riconoscimento di una o più divinità cittadine.
Secondo la storiografia il sinecismo è un processo graduale continuo, mentre secondo la tradizione ellenica è un unico atto fondativo eseguito da una singola persona, come nel caso del sinecismo di Atene, attribuito a Teseo. Nelle varie polis era chiamato  synoikistès colui che, secondo quanto riferivano le tradizioni locali, era riuscito a portare a termine il synoikismòs - grazie alla propria autorevolezza e al proprio carisma oppure militarmente - e veniva di conseguenza venerato come un semidio. 
Altri casi tipici di sinecismo furono l'unificazione della città di Rodi (411-407 a.C.) e anche la nascita di Megalopoli (368-367 a.C.).
Vi sono comunque almeno quattro tipi di sinecismo:
1. alcune città, di solito appartenenti allo stesso distretto, decidono di unirsi in una lega politica, e ne stabiliscono la sede governativa in una di esse oppure in una nuova città appositamente fondata;
2. esiste già una sola città, ma questa viene popolata, volontariamente o meno, dagli abitanti delle campagne, che vi si trasferiscono per trovare rifugio contro pericoli esterni (p. es. invasioni);
3. una potenza superiore, di solito esterna, obbliga due città a fondersi in una, con il conseguente trasferimento di popolazione;
4. in un'area tribale, le autorità fondano una città con funzione di centro politico, per coordinare i villaggi e gli insediamenti rurali sparsi.

Si verificava anche il caso che si procedesse alla fondazione di una città (polis), nella quale confluivano gli abitanti di più villaggi. 
Il percorso opposto, cioè lo smembramento di un'unità politica come nel caso di Mantinea nel 385 a.C., viene definito diecismo.
Gli archeologi chiamano la fondazione di Roma fenomeno di sinecismo, cioè unificazione progressiva dei villaggi sparsi sui colli (Palatino, Campidoglio, Aventino, ecc.) situati nella zona. La città non è nata, quindi, in un singolo giorno, ma attraverso un processo di lunga durata.